# جويليرمو فالوري
جويليرمو فالوري (بالإسبانية: Guillermo Vallori)‏ (24 يونيو 1982 بميورقة في إسبانيا - ) هو لاعب كرة قدم إسباني في مركز Iván Luquetta ‏. لعب مع ريال مايوركا وميونخ 1860 ونادي غراسهوبر زيوريخ ونادي بينيا ديبورتيفا.

## وصلات خارجية
- جويليرمو فالوري على موقع قاعدة بيانات كرة القدم.إي يو (الإنجليزية)
- جويليرمو فالوري على موقع بيانات كرة القدم. دي إي (الألمانية)
- جويليرمو فالوري على موقع Soccerway.com (الإنجليزية)
- جويليرمو فالوري على موقع عالم كرة القدم.نت (الإنجليزية)